# Astronomía cultural
La Astronomía Cultural, también conocida como astronomía en la cultura, es un área interdisciplinaria que estudia las concepciones, percepciones y prácticas referentes a lo celeste de los diversos grupos humanos, presentes y pasados, entendidas como productos sociales que forman parte integrante de cada cultura.

## Breve historia
En un sentido amplio, se pueden trazar antecedentes muy antiguos del interés por la diversidad de ideas sobre el cielo de los distintos grupos humanos. Sin embargo, pensando específicamente en la conformación de un campo académico, los orígenes podrían ubicarse en el encuentro de tres grandes tradiciones: 
1. la preocupación por las posibles connotaciones astronómicas de grandes estructuras de la antigüedad especialmente europea (centrada en la idea de que podían estar alineadas con posiciones específicas de diversos astros)
2. el interés surgido en el contexto de la antropología cultural por las concepciones sobre el cielo de culturas no europeas, objeto de estudio de los etnógrafos.[1]
3. la Historia de la Astronomía (centrada originalmente en el estudio de la tradición astronómica de la región mediterránea e interesada por el origen de la astronomía académica occidental)[2]

De estas tres tradiciones, la primera es la que ha dominado en la conformación general del campo de la astronomía cultural. Podemos tomar como momento fundacional de la misma el período de finales del siglo XIX cuando el célebre astrónomo británico Norman Lockyer (1836-1920), descubridor  del  helio y fundador de la revista Nature, se interesó por los posibles vínculos de restos arqueológicos monumentales con los astros. Realizó una serie de publicaciones sobre las orientaciones de monumentos megalíticos europeos, templos griegos y egipcios. 
Luego de su trabajo otros astrónomos, ingenieros, físicos, arquitectos, etc decidieron emprender estudios similares, especialmente durante las décadas de 1960 y 1970, a los que se conoció habitualmente como astroarqueología. Ello llevó a complejas controversias con historiadores y arqueólogos. Especialmente célebres fueron los debates respecto a las posibles connotaciones astronómicas de Stonehenge. Astrónomos como Gerald Hawkins, quien propuso el término astroarqueología y Fred Hoyle postularon multitud de alineamientos para esta estructura vinculados a cuestiones como la predicción de eclipses y se enfrentaron a las opiniones de arqueólogos como Richard J. C. Atkinson, evidenciando la falta de acuerdos metodológicos para el diálogo entre las disciplinas en juego.
Paralelamente comenzaba a tomar forma la segunda de estas tradiciones, fundada en el interés de académicos provenientes de la astronomía, la matemática y la física por los saberes astronómicos de grupos aborígenes contemporáneos, especialmente de Oceanía, África y América. Ello coincidió con el interés de la propia antropología por dichas concepciones aborígenes, en parte inicialmente estimulado por teorías –como las de Max Müller- que remitían el origen de los fenómenos religiosos a la observación de la naturaleza. Sin embargo estos sistemas de conocimiento sobre el cielo resultaron de gran atractivo para la antropología mucho más allá de dicho marco teórico. Un ejemplo de ese interés, son las monografías pioneras que para la década de 1920 el antropólogo alemán Roberto Lehmann-Nitsche publicó en Argentina sobre las astronomías de los grupos aborígenes, la población criolla y los inmigrantes europeos de la región. Él propuso la denominación etnoastrognosis para ese tipo de estudios, que finalmente dieron en llamarse etnoastronomía. Esta mirada etnográfica y antropológica de los saberes astronómicos se vio posteriormente afectada por los cambios de paradigmas en la antropología. Debido a ello la etnoastronomía empezó a incluir también la posibilidad de acercarse etnográficamente a los documentos escritos. Además dejó de aplicarse solamente a las astronomías “no-occidentales” para ser aplicada también a las propias tradiciones astronómicas de occidente, incluida la astronomía académica occidental.
Volviendo a la primera de las tres tradiciones abordadas, las discusiones de las décadas de 1970 fueron llevando entre la década de 1970 y la de 1980 a la generación progresiva de un espacio de intercambio que permitió poco a poco la elaboración de consensos metodológicos. En esa época se empezó a utilizar el término arqueoastronomía en lugar de astroarqueología. Las Conferencias Oxford  han sido sin duda el más importante de dichos ámbitos de encuentro y debate. En la primera, realizada en 1981, quedó en evidencia que se habían consolidado dos tradiciones en Arqueoastronomía. Según los colores de los volúmenes en que fueron publicados cada grupo de trabajos, se conocerían a partir de entonces como “arqueoastronomía verde” y “arqueoastronomía marrón”:

a)	La “arqueoastronomía verde”, característicamente europea, forjada al calor de las controversias sobre los megalitos, donde la relativa escasez de evidencias contextuales condujo al desarrollo de metodologías estadísticas para verificar el carácter intencional de supuestos alineamientos de construcciones con fenómenos astronómicos. Uno de los autores que se asociaba a dicha tendencia es Clive Ruggles.

b)	La “arqueoastronomía marrón”, desarrollada especialmente por investigadores que trabajaban en Mesoamérica. Se fundaba en el uso intensivo de múltiples evidencias contextuales (códices, crónicas, pinturas, inscripciones, etc.) para interpretar la evidencia arqueológica. Un representante de este grupo era Anthony Aveni.
La tercera de las tradiciones mencionadas, la de la historia de la astronomía, fue moldeándose al calor de: a) la influencia de los nuevos enfoques en la propia ciencia histórica, esencialmente la nueva historia social, la  historia de las mentalidades y la microhistoria con autores como Marc Bloch y Georges Lefebvre, Fernand Braudel y Carlo Ginzburg, así como la etnohistoria surgida en EE. UU. y encaminada al estudio de las historias nativas y los procesos de contacto cultural en el marco de la situación colonial; b) las nuevas perspectivas que la sociología del conocimiento proporcionó para el estudio de la historia de las disciplinas científicas y c) los aportes de la arqueoastronomía y la etnoastronomía a la hora de pensar a los saberes astronómicos en sus contextos socioculturales.
Para comienzo de los años ’90 se logró una cierta unificación de estas tres tradiciones y Clive Ruggles, y Stanislaw Iwaniszewski propusieron el término “astronomía cultural” como una suerte de paraguas conceptual que abarcara toda investigación en la que se vinculara la astronomía con las ciencias sociales y humanas. Se trata de la forma en que las percepciones y conceptos sobre el cielo forman parte integrante de la cosmovisión de una cultura, encontrando así los vínculos entre sus ideas del cielo y la política, la economía, la religión, la estructura social, etc. Claramente ello involucra una definición no restrictiva del concepto de astronomía, que contemple incluso la posibilidad de que haya grupos humanos que no distingan el espacio celeste como un ámbito con algún tipo de especificidad.
De este modo la astronomía cultural estudia todas las formas en que los seres humanos en tanto seres sociales han construido y construyen conocimiento y prácticas en referencia al espacio y los fenómenos celestes. Astronomía cultural o astronomía en la cultura son hoy términos muy difundidos para dar cuenta de esta vasta área interdisciplinaria, que incluiría a la arqueoastronomía, la etnoastronomía y una historia de la astronomía concebida con una mirada antropológica. Se trata de una verdadera antropología de la astronomía

## Interdisciplina
Ciertamente el punto vulnerable y la fuente de la riqueza de la astronomía cultural está en la convergencia de un enorme número de disciplinas que van desde la antropología y la sociología a la astronomía y la matemática, pasando por la física, la arquitectura, la ingeniería, la historia del arte, la geografía, etc. Juan Antonio Belmonte ha señalado la necesidad de trabajar en equipos que posean no solamente especialistas de diversas áreas, sino que además cada uno de ellos esté dispuesto a aprender seriamente de las demás.

## Sociedades Científicas relacionadas
- Société Européenne pour l'Astronomie dans la Culture (SEAC)

Fundada en 1992 en Strasbourg, Francia.

Organiza desde 1992 reuniones anuales (dedicadas al intercambio entre investigadores).
- International Society for Archaeoastronomy and Astronomy in Culture (ISAAC)

Fundada en 1996 en EE. UU..

Desde 2004 organiza aproximadamente cada cuatro años las Conferencias Oxford (destinadas al intercambio entre investigadores)
- Sociedad Interamericana de Astronomía en la Cultura (SIAC) https://astronomiacultural.org/  Archivado el 16 de octubre de 2014 en Wayback Machine.

Fundada en 2003 en Santiago de Chile. 

Organiza desde 2012 las Escuelas Interamericanas de Astronomía Cultural (destinadas a la formación de jóvenes investigadores) y las Jornadas Interamericanas de Astronomía Cultural (dedicadas al intercambio entre investigadores). 

Entre 2012 y 2015 recibió el apoyo de la Red de Centros de Investigación en Astronomía Cultural (RECIAC), creada para impulsar la SIAC mediante un subsidio que formó parte del programa de Ciencia y Tecnología para el Desarrollo  (CYTED). Fue reconocida como una de las dos redes destacadas CYTED del año 2015 .

## Publicaciones periódicas
- Archaeoastronomy. The Journal of Astronomy in Culture

 Archivado el 11 de octubre de 2014 en Wayback Machine.
- Journal for the History of Astronomy

- Cosmovisiones/Cosmovisões

 Archivado el 20 de noviembre de 2021 en Wayback Machine.